# 巴西毛鼻鯰
巴西毛鼻鯰，為輻鰭魚綱鯰形目毛鼻鯰科的其中一種。分布於南美洲巴西舊金山河流域，體長可達13.3公分。

## 扩展阅读
維基物種上的相關：巴西毛鼻鯰